# Piero Dusio

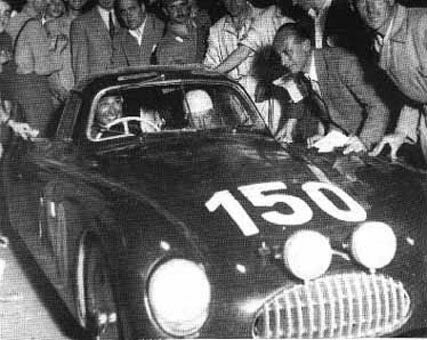
Dusio accanto alla Cisitalia 202 guidata da Taruffi, alla Mille Miglia del 1947

Piero Ettore Dusio, noto anche come Pietro (Scurzolengo, 13 ottobre 1899 – Buenos Aires, 8 novembre 1975), è stato un imprenditore, calciatore, dirigente sportivo e pilota automobilistico italiano.

## Biografia
All'età di 27 anni, investendo oculatamente i proventi della sua attività di rappresentante di tessuti nella prima azienda italiana per la produzione di tele cerate stampate, costruì rapidamente una fortuna e divenne uno dei più importanti industriali piemontesi. Negli anni trenta abbozzò una carriera da pilota che gli diede anche alcuni successi, come un primo posto nella Corsa allo Stelvio del 1938. In seguito il suo impero industriale si ramificò in molti campi, per ulteriormente solidificarsi negli anni della seconda guerra mondiale, durante i quali assunse anche la presidenza del club di calcio della Juventus, dal 1945 al 1947, potenziando l'attività polisportiva del club.
Nel 1944 fondò la Cisitalia, acronimo di Compagnia Industriale Sportiva Italiana, facendosi poi aiutare nell'impresa da Rudolf Hruska e Ferry Porsche, stante il sodalizio tecnico ed umano instauratosi, nel 1947, dopo che Dusio si era prodigato, anche versando un forte riscatto in denaro, per la liberazione del padre Ferdinand Porsche, detenuto in Francia quale prigioniero di guerra. Alla guida di una Cisitalia 202 MM partecipò alla I Coppa delle Dolomiti nel 1947, conseguendo il secondo posto.
Nel secondo dopoguerra, con l'aiuto dei due tecnici tedeschi, tentò di dare vita ad un modello di auto di Formula 1, futuristico per i tempi, ma il tentativo si arenò. Il tracollo finanziario, dovuto al pagamento dell'astronomico riscatto ed alle ingenti spese per la vettura di F1, lo spinse a lasciare la Cisitalia nelle mani del figlio Carlo (la società venne poi liquidata nel 1956) e a trasferirsi in Argentina, dove fondò la Autoar, nel 1950, prima fabbrica locale di automobili. Nell'ultima parte della sua vita lavorativa Piero Dusio si dedicò ad attività edilizie e commerciali, abbandonando il settore dell'automobile.

## Risultati F1
| 1952 | Scuderia  | Vettura |  |  |  |  |  |  |  |    | Punti | Pos. |
| ---- | --------- | ------- |  |  |  |  |  |  |  | -- | ----- | ---- |
| 1952 | Cisitalia | D46     |  |  |  |  |  |  |  | NQ | -     |      |

| Legenda | 1º posto     | 2º posto | 3º posto    | A punti         | Senza punti/Non class.  | Grassetto – Pole position Corsivo – Giro più veloce |
| Legenda | Squalificato | Ritirato | Non partito | Non qualificato | Solo prove/Terzo pilota | Grassetto – Pole position Corsivo – Giro più veloce |